# Мальтийский пролив
Мальти́йский проли́в (итал. Canale di Malta, мальт. Il-Kanal ta' Malta, англ. Malta Channel) — пролив, отделяющий Мальтийский архипелаг (Мальта) от острова Сицилия (Италия).
Ширина пролива составляет 93 км, глубина в центральной части — от 100 до 150 м. На острове Мальта расположен порт Валлетта, на Сицилии — порты Джела и Сиракуза.
Во время Второй мировой войны в этом проливе происходили морские сражения и он был заминирован, когда Мальта была колонией Великобритании. Также здесь были и другие морские сражения, между флотами Мальты и Османской империи, а также в ходе Пунических войн.